# Дроиды (Звёздные войны)
Дро́иды (англ. droid — от гр. android — «человекоподобный») — выдуманные Джорджем Лукасом роботы, механические существа, зачастую снабжавшиеся искусственным интеллектом, которые использовались в несуществующем мире фантастической киноэпопеи известного режиссёра «Звёздные войны».
В английском языке an — это форма неопределённого артикля, что и вызвало редукцию слова.
Хотя андроидами правильно называть только человекоподобных роботов, слово «дроид» в мире «Звёздных войн» означает робота вообще. Дроиды использовались и как военная сила, и как помощники, зачастую в опасных или малопрестижных для человека областях, таких как исследование неизведанных глубин галактики или астромеханика.

## Классы дроидов
Различные модели дроидов делились на пять основных классов, зависящих от их интеллекта, творческих способностей или способности к независимым действиям и мышлению.
- Первый класс: дроиды со способностью к творческому мышлению. К дроидам первого класса обычно относились дроиды-учёные, дроиды-врачи, дроиды-дознаватели, такие как G0-T0, и наделённые наибольшим количеством интеллекта дроиды-убийцы, такие как HK-47 и дроиды серии IG-88. Также к первому классу относились дроиды со смешанным типом назначения, но огромным интеллектом.

- Второй класс: технические дроиды. К ним относились дроиды-астромехи, дроиды-пилоты и дроиды-разведчики. Примером второго класса является астромеханический дроид R2-D2
- Третий класс: дроиды, имевшие социальную функцию, Такие дроиды использовались в информационных, лингвистических и дипломатических целях. Примером третьего класа является протокольный дроид C-3PO.
- Четвёртый класс: военные дроиды и дроиды служб безопасности
- Пятый класс: дроиды, созданные для операций, не требующих особого интеллекта, таких как уборка, работа в шахтах, утилизация мусора и т. д.

## Боевые дроиды
Сепаратистские боевые дроиды B1 — стандартные дроиды, использовались Торговой Федерацией для охраны торговых судов и в качестве армии (при нападении на Набу), а после её присоединения к Конфедерации Независимых Систем (КНС) они стали основой Сепаратистской армии дроидов. Стандартный B-1 без модификаций стоил минимум 900 кредитов.
Боевые супердроиды B2 — перед началом Войн клонов к сепаратистам примкнули новые системы, и одна из них предоставила улучшенную модель дроида В1. Боевое крещение они прошли в битве при Геонозисе. В отличие от своего предшественника бластеры встроенный им в руки, корпус укреплен, не имеет шеи.
Дроидеки (дроиды-разрушители) — обладали скорострельными спаренными бластерами-автоматами и генератором щита, отражавшим или поглощавшим любые виды энергетических зарядов. Также имели возможность складываться в шар для ускоренного перемещения. Дроидеки модели I, сконструированные Коликоидским созидательным ульем, появились в первых трёх эпизодах цикла. Не запущенные в массовое производство дройдеки II-модели появились в дополнении к игре «Star Wars: Empire at War», а в каноне — в комиксе «Дарт Вейдер. Вейдер, часть 1».Минимальная цена дройдеки без модификаций составляла 21000 кредитов.
IG-100 «МагнаСтражи» — элитные войска, использовались как охрана лидеров сепаратистов от джедаев.
Дроиды-диверсанты (BX) — элитные дроиды армии КНС, использовавшиеся в годы Войны Клонов. В основном приспособлены для саботажей, убийств и незаметных проникновений на засекреченные объекты. Стоили минимум 17900 кредитов.
Тактический дроид — модель боевого дроида, созданного инженерами КНС во время Войны Клонов для управления войсками и обладающий незаурядными познаниями в области стратегии и тактики.
Карликовый дроид-паук — боевой дроид использовавшийся на передовой, как авангард.
Дроид краб LM-432 — благодаря мощным сервомоторам, которые перемещают ноги, тяжело бронированный краб с неплохой скоростью и проворством передвигается по неровному ландшафту и даже по скалистым поверхностям.
Боевые дроиды «Октаптарра» — боевые автоматы, использовавшиеся для борьбы с пехотой и техникой республиканцев.
Базз-дроиды — использовались КНС в космических сражениях против истребителей, выводя из строя системы управления.
Аквадроиды — боевые дроиды, приспособленные для боёв в водных мирах.
Дроиды-убийцы — использовались охотниками за головами для устранения какой-либо конкретной угрозы. Во время выполнения своих миссий, таких дроидов нередко уничтожали. Из-за большой самостоятельности и интеллекта дроиды-убийцы иногда отказывались подчиняться хозяевам.
После исполнения Приказа 66 Император Палпатин приказал отключить сепаратистских дроидов.

### НК-47
Уникальный протокольный дроид-убийца, сконструированный владыкой-ситхом Реваном из игры KotOR1. Реван лично программировал и собирал HK-47, в частности после случая, когда HK обозвал Дарта Малака «мешком с мясом», Реван сделал так, чтобы HK обращался так ко всем. В разгар войны дроид был отправлен на задание, но не смог вернуться. Побывал у многих владельцев, после чего был куплен Реваном, у которого на тот момент джедаи стерли память. После событий первой игры достался Изгнаннику, вместе с которым очистил галактику от своих пиратских копий — HK-50 и HK-51.

## Гражданские дроиды
Наряду с боевыми моделями дроидов, в галактике также использовались разнообразные дроиды, использовавшиеся в разнообразных мирных сферах жизни.

### Развед-дроиды (дроиды-зонды)
Развед-дроиды (дроиды-зонды) — специальные имперские дроиды-разведчики, которые были отправлены в разные уголки Галактики для обнаружения базы повстанцев. Оснащены легким бластером, системой межпланетной связи, всеми возможными и невозможными датчиками (у дроида даже было чувство обоняния) специальными механическими руками, которые использовались для взятия образцов разных предметов и системой самоуничтожения. Способны были функционировать десятилетиями; многие из них пережили Империю, но продолжали выполнять свою задачу.

### Дроиды-помощники
Протокольные дроиды — использовались для записи и сохранения словесной информации, а также перевода языков других народов и бинарного языка («пищания») астромеханических дроидов на язык хозяина. Примерами являются всем известный C-3PO и ТС-14 (протокольный дроид с одного из кораблей Торговой Федерации. Встречался в первом эпизоде саги).

### Дроиды-аккумуляторы
Неприметные дроиды GNK, выглядящие как небольшие ящики с ногами. Ходят очень медленно, общаются странными низкими гудками.
Несмотря на свою неприметность, незаменимы для истребителей, так как являются единственным источником энергии.

### Астромеханические дроиды (дроиды-механики)
Астромеханические дроиды (дроиды-механики, астромехи) — маленькие дроиды, раскрашенные в различные цвета, использующиеся для обслуживания тяжёлой техники, космических кораблей, а также управления компьютерными системами. Обычно оснащены различного рода инструментами и датчиками, но дроид R2-D2, один из героев цикла, оснащён также ракетными двигателями, разъёмом для хранения карт памяти, голографическим проигрывателем, маленькой дисковой пилой, электрошокером (им он убил базз-дроида в битве за Корусант) и маленькой магнитной присоской (с её помощью во время битвы на Джеонозисе он вернул голову C-3PO «на место», заменив голову дроида, случайно скреплённую с туловищем C-3PO). Астродроиды помогают при пилотировании истребителей, а на кораблях и базах противника являются просто незаменимыми благодаря возможности внедряться в компьютерные системы управления. В Старой Республике астромеханики были обычно коричневого цвета и обладали хорошим знанием компьютера. На иллюстрации показаны самые распространённые астромеханические дроиды R-серии. Дроид BB-8 из седьмого эпизода саги, в отличие от привычной R-серии, имеет шарообразную форму, так как он является дроидом серии BB.
Уникальным был дроид ручной сборки Т3-М4, он был сделан на Тарисе продавщицей дроидов, позднее куплен Реваном и принадлежал Дарт Трейе, джедаю-изгнаннику и прочим владельцам «Эбенового ястреба».
Дроиды-циклопы «Вак» — маленькие человекоподобные дроиды с одним глазом-кнопкой, отвечающей за включение/отключение, использующиеся для переноски грузов малой и средней тяжести, а также пилотирования звездолётов. Не оснащены никакими дополнительными инструментами.